# سیارک ۶۷۴۹
سیارک ۶۷۴۹ (به انگلیسی: 6749 Ireentje، نامگذاری:7068P-L) شش هزار و هفتصد و چهل و نهمین سیارک کشف شده‌است که در ۱۷ اکتبر ۱۹۶۰ کشف شد.
قدر مطلق سیارک برابر ۱۳٫۸۰ است.